# Kun Can
Kun Can (xinès simplificat: 髡残; xinès tradicional: 髡殘; pinyin: Kūn Cán) fou un monjo budista, cal·lígraf i pintor durant el començament de la dinastia Qing nascut a Wuling, actualment Changde, província de Hunan el 1612 i va morir vers el 1674. Va residir a Nanjing on va ser abat del monestir chan del pujol Niushou. Arran de l'avenç manxú, essent lleial a la dinastia Ming, va refugiar-se a les muntanyes.

## Obra pictòrica
Pintor paisatgista influenciat per Wang Meng (artista). Utilitzava un pinzell gruixut amb tinta i els ideogrames que acompanyaven les seves pintures tenien tons diferents segon s s'anava assecant el líquid.; amb colors marron, vermells i blavosos. A Kun Can i Shitao se'ls anomenava els “Dos Shi” (“shi” és en xinès, roca) perquè Kun era també conegut com a Shi Xi. Aquests dos artistes, juntament amb Zhu Da i Hong Ren formaven el col·lectiu “Els Quatre Mestres Monjos”.
La seva pintura més cèlebre, amb característiques molt personals és "El temple Bao'en" (Nanjing). Es conserven molt poques obres seves.